# Quanrong
Los quanrong (en chino, 犬 戎; pinyin, Quǎn Róng), también conocidos como los dog rong, fueron un grupo étnico activo en el noroeste de China en la época Zhou (1046-221 a. C.) y dinastías posteriores. Su lengua está clasificada como parte de la rama tibeto-birmana de la familia lingüística sino-tibetana.

## Descripción

### Etnología
Alegando que provenían de dos perros blancos, la tribu quanrong adoraba un tótem en forma de un perro blanco. Se clasifican como una tribu nómada del pueblo qiang occidental y eran los enemigos jurados de la tribu yanhuang.

Los enemigos del exemperador Gaoxin (padre del emperador Yao) eran los quanrong. El emperador sufrió una violenta invasión de su parte pero no tomó represalias.
Libro de Han Posterior

Los discursos de Zhou en el Guo Yu registran que por la época del rey Mu de Zhou, el poder de los quanrong gradualmente aumentó. Los conflictos durante el reinado de los reyes les hizo considerar una expedición punitiva al oeste contra ellos. El duque de Zhai fue contra el plan de sus padres, lo que no fue recomendable. Los ilustres exemperadores no abogaban por el uso de la fuerza.
El rey Mu no los escuchó, pero obtuvo una inesperada victoria en un enfrentamiento posterior, capturando los cinco reyes de los quanrong junto con cinco lobos blancos y cinco ciervos blancos.
En el 771 a. C., la marquesa de Shen invitó a los quanrong a unirse a su ejército en su ataque contra el rey You de Zhou. La fuerza conjunta ocupó Haojing (la capital de Zhōu), asesinó al rey You y capturó a su concubina Bao Si. Al final, los invasores se fueron después de aceptar un soborno de los zhou y robar los nueve calderos trípode. El duque Xiang de Qin envió un ejército para ayudar a los zhou así como soldados para escoltar al rey Yous, hijo del rey Ping de Zhou a la capital oriental de Chengzhou. Así puso fin a la dinastía Zhou occidental y anunció el comienzo de la dinastía Zhou oriental y el Periodo de las Primaveras y Otoños.

Más de 1,3 millones de hogares, aproximadamente 6 millones de personas, ofrecen tributo a los lobos blancos y otros clanes.
Emperador Ming de Han (quien reinó entre el 58 y el 75)

Los quanrong violan los pasos de montaña de Gansu y entran en el capital (Tang o Xian) sin derramamiento de sangre.
Liǔ Kàng, académico de la Corte peticionando al emperador Taizong de Tang (quien reinó entre el 626 y el 649)

La base tradicional de los quanrong se encontraba en los alrededores de la ciudad de Wēiróng, en Jingning (provincia Gansu).